# 9052 Uhland
För andra betydelser, se Uhland (olika betydelser).
9052 Uhland eller 1991 UJ4 är en asteroid i huvudbältet som upptäcktes den 30 oktober 1991 av den tyske astronomen Freimut Börngen vid Tautenburg-observatoriet. Den är uppkallad efter den tyske poeten Ludwig Uhland.
Asteroiden har en diameter på ungefär 8 kilometer och den tillhör asteroidgruppen Nysa.